# عبد الفتاح السعدي
عبد الفتاح السعدي هو رئيس بلدية عكا (1914-1917)، وعضو مجلس المبعوثان (1914-1917)، وعضو اللجنة التنفيذية العربية في العشرينات.

## حياته
وُلد عبد الفتاح السعدي في مدينة عكا، توفي عام 1929 ودُفن في عكا. عمل في الوظائف الحكومية في أواخر العهد العثماني، شارك في الحركة الوطنية الفلسطينية العاملة ضد الاحتلال البريطاني والاستيطان اليهودي وفي سنة 1919 اختير مندوبًا عن عكا في المؤتمر السوري العام بدمشق، وحضر المؤتمر الفلسطيني الثالث المنعقد في حيفا عام 1920، وعُيّن عضوًا في المجلس الاستشاري الذي عينه المندوب السامي البريطاني هربرت صموئيل في عام 1923.
استمر عبد الفتاح في رئاسة البلدية والمشاركة في العمل السياسي أيام الانتداب وكان مقربًا من صفوف المعارضة، وشارك في المؤتمر الوطني السابع سنة 1928 واختير للجنة التنفيذية التي انبثقت عنه، وكان من الأعضاء البارزين في جمعية "الاتحاد والترقي"، وذُكر مع أسعد الشقيري على أنهما من كبار موظفي الدولة العثمانية.

## انجازاته
من انجازاته اثناء توليه رئاسة بلدية عكا: تبليط شوارع عكا القديمة وعمل المجاري اللازمة لها، واضاءة شوارع وازقة البلدة ثم قام بانشاء حديقة البلدية الكبيرة التي تضاهي مساحتها حديقة الصنائع في بيروت في تلك الوقت.